# Kumamoto Gakuen Daigaku

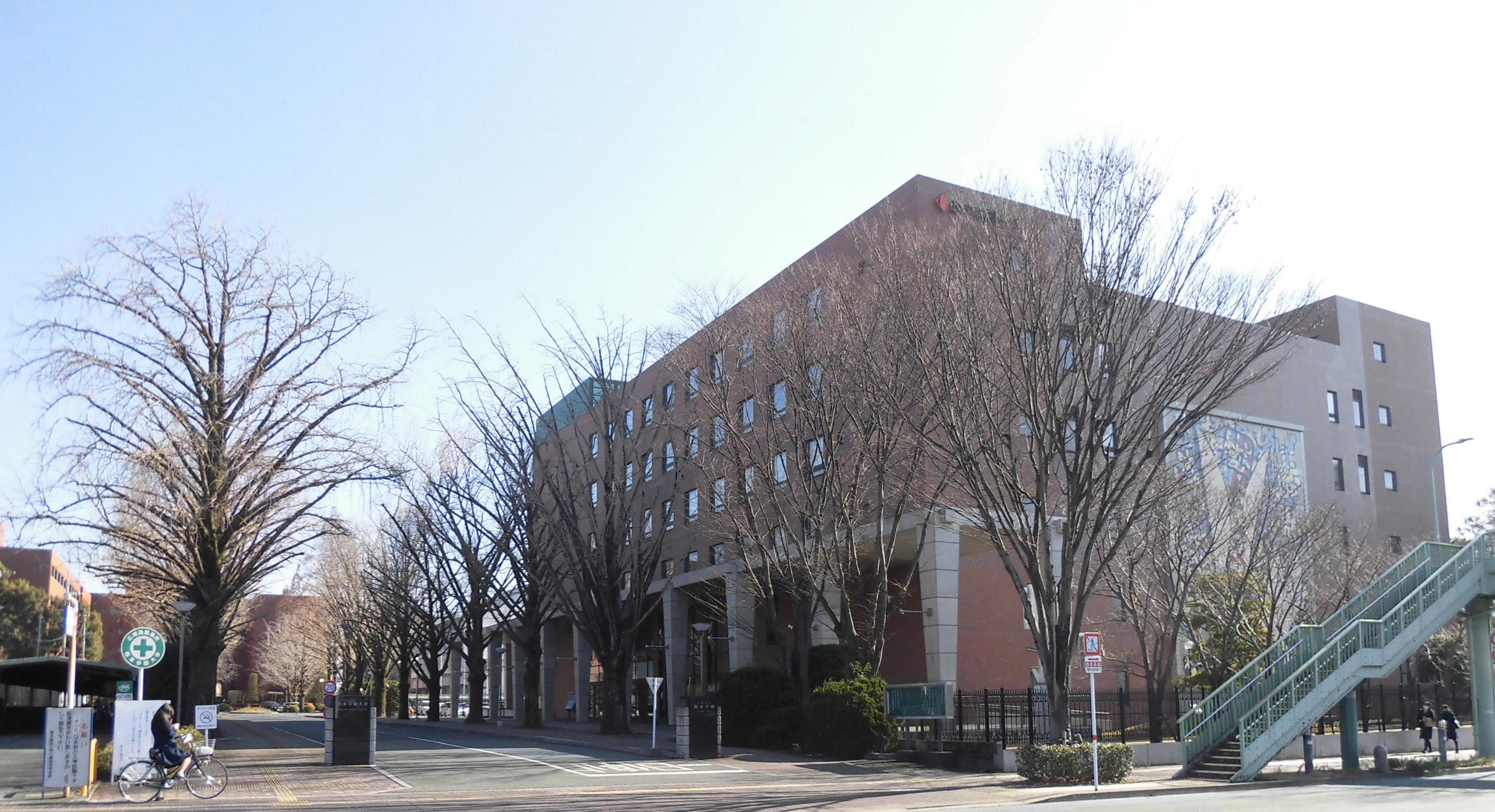
Eingang zur Universität

Die Kumamoto-Gakuen-Universität (jap. 熊本学園大学, Kumamoto gakuen daigaku, kurz: gakuendai (学園大)) ist eine private Universität in Japan. Der Hauptcampus liegt in Ōe, Chūō-ku, Kumamoto in der Präfektur Kumamoto.

## Geschichte
Die Geschichte der Universität reicht zurück bis zur 1918 gegründeten Überseegesellschaft Kumamoto (熊本海外協会), die 1938 die Schule für Chinesische Sprache der Präfektur Kumamoto (熊本県支那語学校) errichtete. Ihren direkten Ursprung hat sie in dem 1942 gegründeten Institut für Ostasiatische Sprachen (東洋語学専門学校, Tōyō gogaku semmon gakkō), das aus drei Sprachabteilungen besteht (Chinesisch, Russisch, und Malaysisch). Die Eröffnungszeremonie fand im darauffolgenden Jahr, am 30. Mai 1943, statt und wird seitdem jährlich als Gründungsgedenktag gefeiert.
Nach dem Ende des Zweiten Weltkrieges im November 1945 wurde das Institut in Linguistisches Institut Kumamoto (熊本語学専門学校) umbenannt und wurde 1950 unter dem ersten Präsidenten Morio Takahashi in Kurzuniversität Kumamoto (熊本短期大学, Kumamoto tanki daigaku). 1954 wurde der Campus nach Ōe verlegt und im selben Jahr die Handelsuniversität Kumamoto (熊本商科大学, Kumamoto shōka daigaku) als vierjährige Universität gegründet.
1966 wurde die Handelsuniversität um das Institut für Soziale Wohlfahrt und im darauffolgenden Jahr um die Fakultät für Wirtschaft erweitert. Bis 1984 kamen der Fachbereich Betriebswissenschaft, der Fachbereich Internationale Wirtschaft und das Graduiertenkolleg hinzu.
Die Universität ging 1994 aus der Fusion zwischen der Handelsuniversität Kumamoto und der Kurzuniversität Kumamoto hervor. Im selben Jahr wurde der Fachbereich Fremdsprachen und die Fakultät für Soziale Wohlfahrt eingerichtet. 2009 wurde die Graduate School of Accountancy (会計専門職大学院) eröffnet.

## Fakultäten
- Fakultät für Handelswissenschaft
- Fakultät für Wirtschaftswissenschaften
- Fakultät für Fremdsprachen
- Fakultät für Soziale Wohlfahrt

## Graduate Schools
- Graduate School of Commerce
- Graduate School of Economics
- Graduate School of Area-based Cultural Studies
- Graduate School of Social Welfare
- Graduate School of Accountancy

## Forschungsinstitute
- Institut für Industrie und Management (産業経営研究所)
- Institut für Auslandsstudien (海外事情研究所)
- Institut für Soziale Wohlfahrt (社会福祉研究所)
- Zentrum für Minamata-Studien (水俣学研究センター)

## Angegliederte Bildungseinrichtungen
- Keiai-Kindergarten (熊本学園大学付属敬愛幼稚園)
- Mittelschule (熊本学園大学付属中学校)
- Oberschule (熊本学園大学付属高等学校)